# Daniela Maranduca
Daniela Maranduca (Constanţa, Rumania, 17 de junio de 1976) es una gimnasta artística rumana, campeona del mundo en 1994 en el concurso por equipos.

## 1994
En el Mundial de Dortmund 1994 gana el oro en el concurso por equipos, por delante de Estados Unidos y Rusia, siendo sus compañeras: Lavinia Milosovici, Gina Gogean, Simona Amanar, Ionela Loaieş, Claudia Presacan y Nadia Hatagan. 